# Erotylidae
Erotylidae (Latreille, 1802) è una famiglia di coleotteri (sottordine Polyphaga, infraordine Cucujiformia, superfamiglia Cucujoidea) che contiene oltre 100 generi.
Si nutrono di piante e di sostanza fungine, alcuni sono importanti impollinatori, altri hanno acquisito notorietà come parassiti. La maggior parte degli Erotylidae sono inoffensivi e, comunque, di scarsa rilevanza per l'uomo.

## Tassonomia
Comprende le seguenti sottofamiglie:
- Cryptophilinae Casey, 1900
- Erotylinae Latreille, 1802
- Languriinae Hope, 1840
- Loberinae Bruce, 1951
- Pharaxonothinae Crowson, 1952
- Xenoscelinae Ganglbauer, 1899